# Niitlahti
Niitlahti este o arie protejată (arie specială de conservare — SAC, sit de importanță comunitară — SCI, arie de protecție specială avifaunistică — SPA) din Finlanda întinsă pe o suprafață de 86 ha, integral pe uscat.

## Localizare
Centrul sitului Niitlahti este situat la coordonatele 61°49′34″N 29°13′27″E / 61.8261°N 29.2242°E.

## Înființare
Situl Niitlahti a fost declarat sit de importanță comunitară în august 1998 pentru a proteja 12 specii de animale. Alte tipuri de protecție:
- arie de protecție specială avifaunistică (în august 1998)[2]
- arie specială de conservare (în aprilie 2015)[1][3][4]

## Biodiversitate
Situată în ecoregiunea boreală, aria protejată conține 3 habitate naturale: Mlaștini turboase de tranziție și turbării mișcătoare, Taiga vestică, Păduri fino-scandinave bogate în ierburi cu Picea abies.
La baza desemnării sitului se află mai multe specii protejate de  păsări (12): rață-cu-cap-castaniu (Aythya ferina), rața moțată (Aythya fuligula), buhai de baltă (Botaurus stellaris), erete de stuf (Circus aeruginosus), lebădă de iarnă (Cygnus cygnus), șoimul rândunelelor (Falco subbuteo), Hydrocoloeus minutus, pescăruș râzător (Larus ridibundus), Mergellus albellus, corcodel-cu-gât-roșu (Podiceps grisegena), chiră de baltă (Sterna hirundo), fluierar de mlaștină (Tringa glareola).